# Matthew Wells
Matthew Wells, född den 2 maj 1978 i Hobart, Australien, är en australisk landhockeyspelare.
Han tog OS-brons i herrarnas landhockeyturnering i samband med de olympiska landhockeytävlingarna 2000 på hemmaplan i Sydney.
Han tog OS-guld i herrarnas landhockeyturnering i samband med de olympiska landhockeytävlingarna 2004 i Aten.
Han tog därefter OS-brons igen i samma gren i samband med de olympiska landhockeytävlingarna 2008 i Peking.